# Cheilostomatida
Ordre
Les Cheilostomatida sont un ordre de Bryozoaires de la classe des Gymnolaemata.

## Description
Les Cheilostomatida sont apparus au Jurassique supérieur. Ils forment des colonies calcaires, se développant sur des rochers, des coquilles, des algues allant de simples encroutements à des formes branchues ou libres. Ils se distinguent des autres bryozoaires par le fait que les polypides (essentiel des organes et tissus mous du zoïde) sont logés dans un exosquelette zoïdal en forme de boîte qui ne s'accroit plus lorsque le zoïde est mature.

## Liste des sous-taxons
Selon World Register of Marine Species (1er mars 2016) :
- sous-ordre Belluloporina

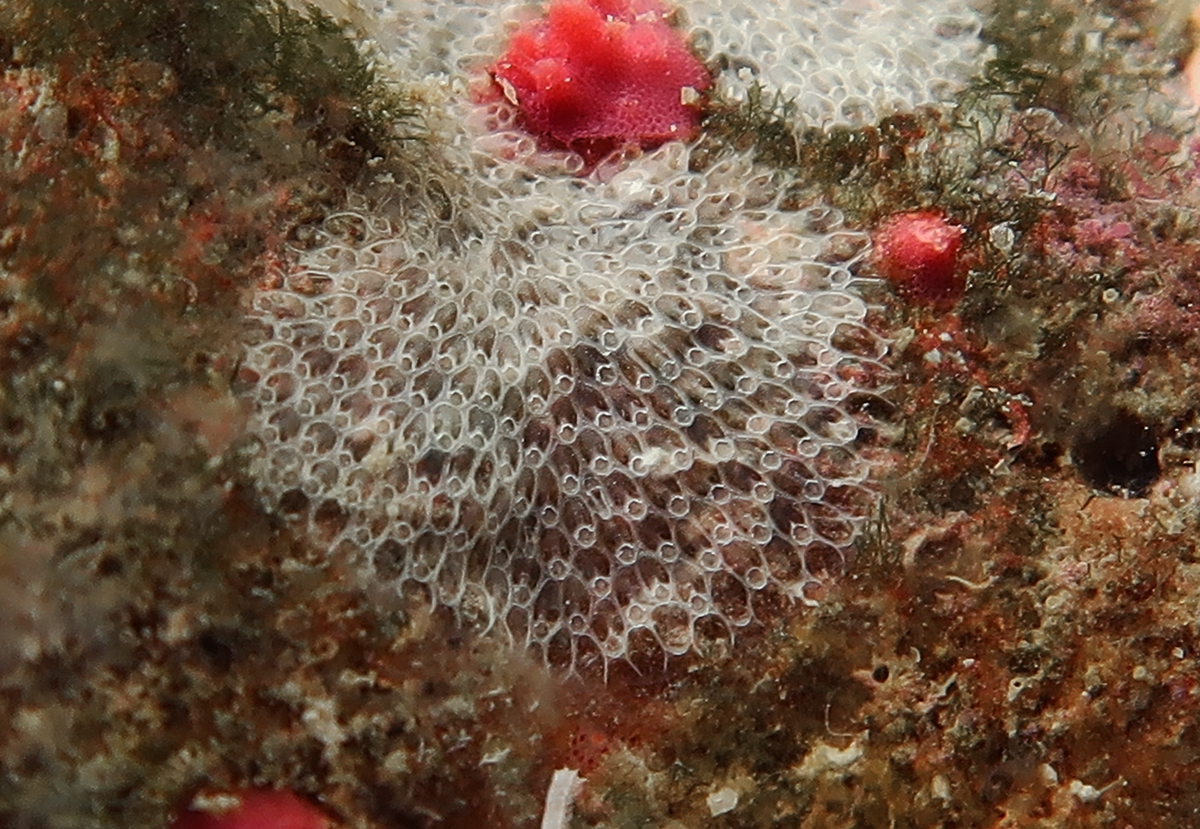
Un Cheilostomatida marin de la famille des Microporidae à la Réunion.

  - super-famille Belluloporoidea Ostrovsky, 2013
    - famille Belluloporidae Ostrovsky, 2013
- sous-ordre Flustrina
  - famille Acoraniidae López-Fé, 2006
  - famille Actisecidae Harmer, 1957
  - famille Adeonidae Busk, 1884
  - famille Akatoporidae Vigneaux, 1949
  - famille Alysidiidae Levinsen, 1909
  - famille Antroporidae Vigneaux, 1949
  - famille Arachnopusiidae Jullien, 1888
  - famille Ascosiidae Jullien, 1883
  - famille Aspidostomatidae Jullien, 1888
  - famille Batoporidae Neviani, 1901
  - famille Beaniidae Canu & Bassler, 1927
  - famille Bifaxariidae Busk, 1884
  - famille Bitectiporidae MacGillivray, 1895
  - famille Brydonellidae Taylor, Casadío & Gordon, 2008 †
  - famille Bryocryptellidae Vigneaux, 1949
  - famille Bryopastoridae d'Hondt & Gordon, 1999
  - famille Buffonellodidae Gordon & d'Hondt, 1997
  - famille Bugulidae Gray, 1848
  - famille Calescharidae Cook & Bock, 2001
  - famille Calloporidae Norman, 1903
  - famille Calwelliidae MacGillivray, 1887
  - famille Candidae d'Orbigny, 1851
  - famille Catenicellidae Busk, 1852
  - famille Cellariidae Fleming, 1828
  - famille Celleporidae Johnston, 1838
  - famille Chaperiidae Jullien, 1888
  - famille Cheiloporinidae Bassler, 1936
  - famille Chlidoniidae Busk, 1884
  - famille Chlidoniopsidae Harmer, 1957
  - famille Chorizoporidae Vigneaux, 1949
  - famille Cleidochasmatidae Cheetham & Sandberg, 1964
  - famille Colatooeciidae Winston, 2005
  - famille Conescharellinidae Levinsen, 1909
  - famille Crepidacanthidae Levinsen, 1909
  - famille Cribrilinidae Hincks, 1879
  - famille Cryptosulidae Vigneaux, 1949
  - famille Cupuladriidae Lagaaij, 1952
  - famille Cyclicoporidae Hincks, 1884
  - famille Cymuloporidae Winston & Vieira, 2013
  - famille Dhondtiscidae Gordon, 1989
  - famille Didymosellidae Brown, 1952
  - famille Doryporellidae Grischenko, Taylor & Mawatari, 2004
  - famille Echinovadomidae Tilbrook, 2001
  - famille Eminooeciidae Hayward & Thorpe, 1988
  - famille Epistomiidae Gregory, 1893
  - famille Escharellidae Levinsen, 1909
  - famille Escharinidae Tilbrook, 2006
  - famille Euoplozoidae Harmer, 1926
  - famille Eurystomellidae Levinsen, 1909
  - famille Euthyrisellidae Bassler, 1953
  - famille Euthyroididae Levinsen, 1909
  - famille Exechonellidae Harmer, 1957
  - famille Exochellidae Bassler, 1935
  - famille Farciminariidae Busk, 1852
  - famille Flustridae Fleming, 1828
  - famille Foveolariidae Gordon & Winston, 2005
  - famille Gemelliporellidae Vigneaux, 1949
  - famille Gigantoporidae Bassler, 1935
  - famille Haplopomidae Gordon in De Blauwe, 2009
  - famille Heliodomidae Vigneaux, 1949
  - famille Hiantoporidae Gregory, 1893
  - famille Hincksiporidae Powell, 1968
  - famille Hippaliosinidae Winston, 2005
  - famille Hippopodinidae Levinsen, 1909
  - famille Hippoporidridae Vigneaux, 1949
  - famille Hippoporinidae Bassler, 1935
  - famille Hippothoidae Busk, 1859
  - famille Inversiulidae Vigneaux, 1949
  - famille Jaculinidae Zabala, 1986
  - famille Jubellidae Reverter-Gil & Fernández-Pulpeiro, 2001
  - famille Lacernidae Jullien, 1888
  - famille Lanceoporidae Harmer, 1957
  - famille Lekythoporidae Levinsen, 1909
  - famille Lepraliellidae Vigneaux, 1949
  - famille Lunulariidae Levinsen, 1909
  - famille Macroporidae Uttley, 1949
  - famille Mamilloporidae Canu & Bassler, 1927
  - famille Marcusadoreidae Winston, Vieira & Woollacott, 2014
  - famille Margarettidae Harmer, 1957
  - famille Mawatariidae Gordon, 1990
  - famille Membranicellariidae Levinsen, 1909
  - famille Metrarabdotosidae Vigneaux, 1949
  - famille Microporellidae Hincks, 1879
  - famille Microporidae Gray, 1848
  - famille Mixtopeltidae Gordon, 1994
  - famille Monoporellidae Hincks, 1882
  - famille Mourellinidae Reverter-Gil, Souto & Fernández-Pulpeiro, 2011
  - famille Myriaporidae Gray, 1841
  - famille Onychocellidae Jullien, 1882
  - famille Orbituliporidae Canu & Bassler, 1923
  - famille Otionellidae Bock & Cook, 1998
  - famille Pacificincolidae Liu & Liu, 1999
  - famille Pasytheidae Davis, 1934
  - famille Petalostegidae Gordon, 1984
  - famille Petraliellidae Harmer, 1957
  - famille Petraliidae Levinsen, 1909
  - famille Phidoloporidae Gabb & Horn, 1862
  - famille Phoceanidae Vigneaux, 1949
  - famille Phorioppniidae Gordon & d'Hondt, 1997
  - famille Polliciporidae Moyano, 2000
  - famille Poricellariidae Harmer, 1926
  - famille Porinidae d'Orbigny, 1852
  - famille Prostomariidae MacGillivray, 1895
  - famille Pseudolepraliidae Silén, 1942
  - famille Pyrisinellidae di Martino & Taylor, 2012
  - famille Quadricellariidae Gordon, 1984
  - famille Rhabdozoidae MacGillivray, 1887
  - famille Robertsonidridae Rosso, 2010
  - famille Romancheinidae Jullien, 1888
  - famille Savignyellidae Levinsen, 1909
  - famille Schizoporellidae Jullien, 1883
  - famille Sclerodomidae Levinsen, 1909
  - famille Selenariidae Busk, 1854
  - famille Setosellidae Levinsen, 1909
  - famille Sinoflustridae Gordon, 2009
  - famille Siphonicytaridae Harmer, 1957
  - famille Smittinidae Levinsen, 1909
  - famille Steginoporellidae Hincks, 1884
  - famille Stomachetosellidae Canu & Bassler, 1917
  - famille Tessaradomidae Jullien, 1903
  - famille Tetraplariidae Harmer, 1957
  - famille Teuchoporidae Neviani, 1895
  - famille Torquatellidae Tilbrook, 2006
  - famille Trypostegidae Gordon, Tilbrook & Winston, 2005
  - famille Umbonulidae Canu, 1904
  - famille Urceoliporidae Bassler, 1936
  - famille Vicidae Gordon, 1988
  - famille Vinculariidae Busk, 1852 †
  - famille Vitrimurellidae Winston, Vieira & Woollacott, 2014
  - famille Watersiporidae Vigneaux, 1949
- sous-ordre Inovicellina
  - super-famille Aeteoidea Smitt, 1867
    - famille Aeteidae Smitt, 1868
- sous-ordre Malacostegina
  - super-famille Membraniporoidea Busk, 1854
    - famille Electridae d'Orbigny, 1851
    - famille Membraniporidae Busk, 1852
- sous-ordre Scrupariina
  - super-famille Scruparioidea Gray, 1848
    - famille Eucrateidae Hincks, 1880
    - famille Leiosalpingidae d'Hondt & Gordon, 1996
    - famille Scrupariidae Busk, 1852
- sous-ordre Tendrina
  - super-famille Tendroidea Vigneaux, 1949
    - famille Tendridae Vigneaux, 1949
- sous-ordre Thalamoporellina
  - super-famille Thalamoporelloidea Levinsen, 1902
    - famille Thalamoporellidae Levinsen, 1902
- Cheilostomatida incertae sedis
  - 11 genres non-classés

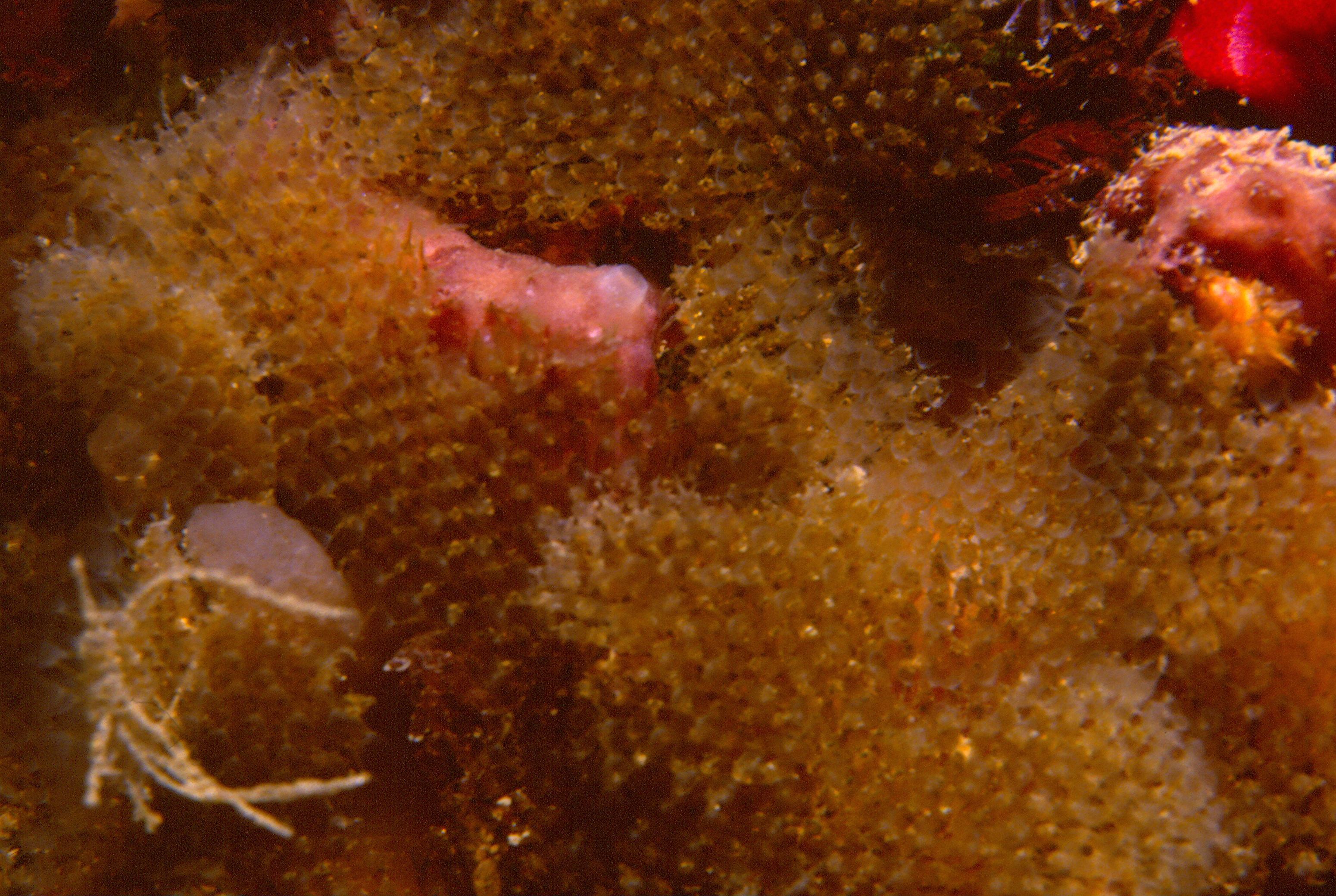
Beania magellanica (Beaniidae).
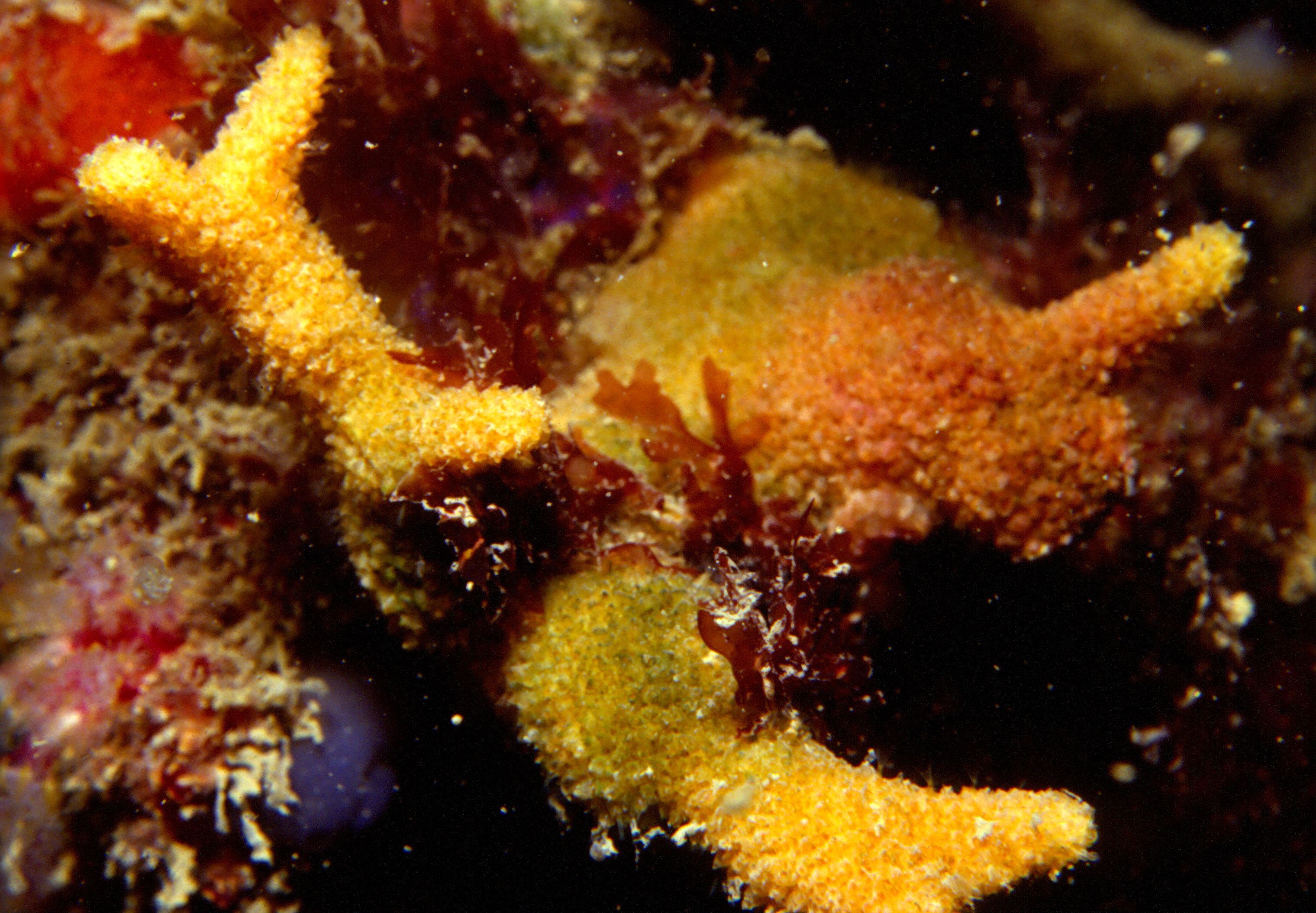
Schismopora armata (Celleporidae).
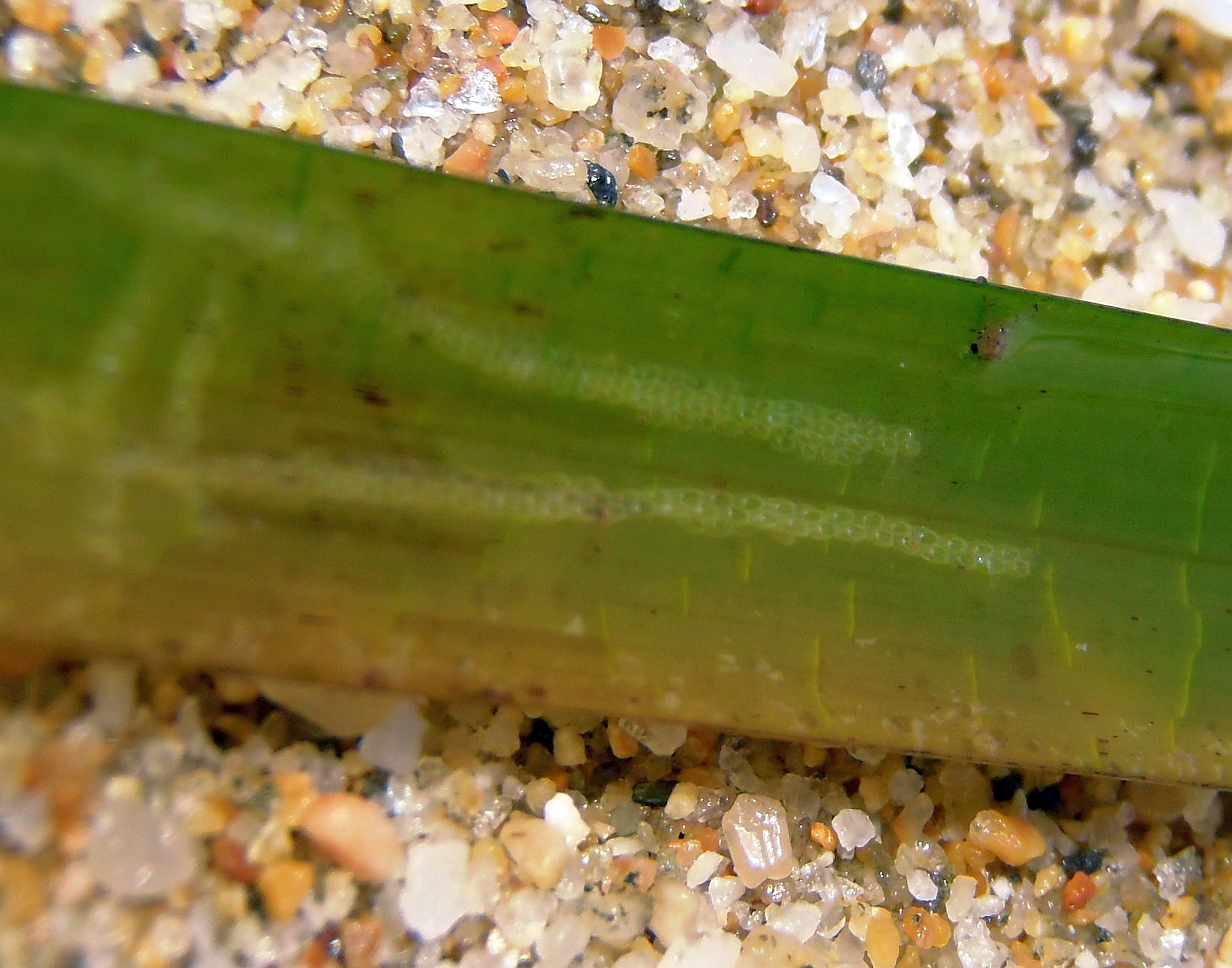
Electra posidoniae (Electridae).
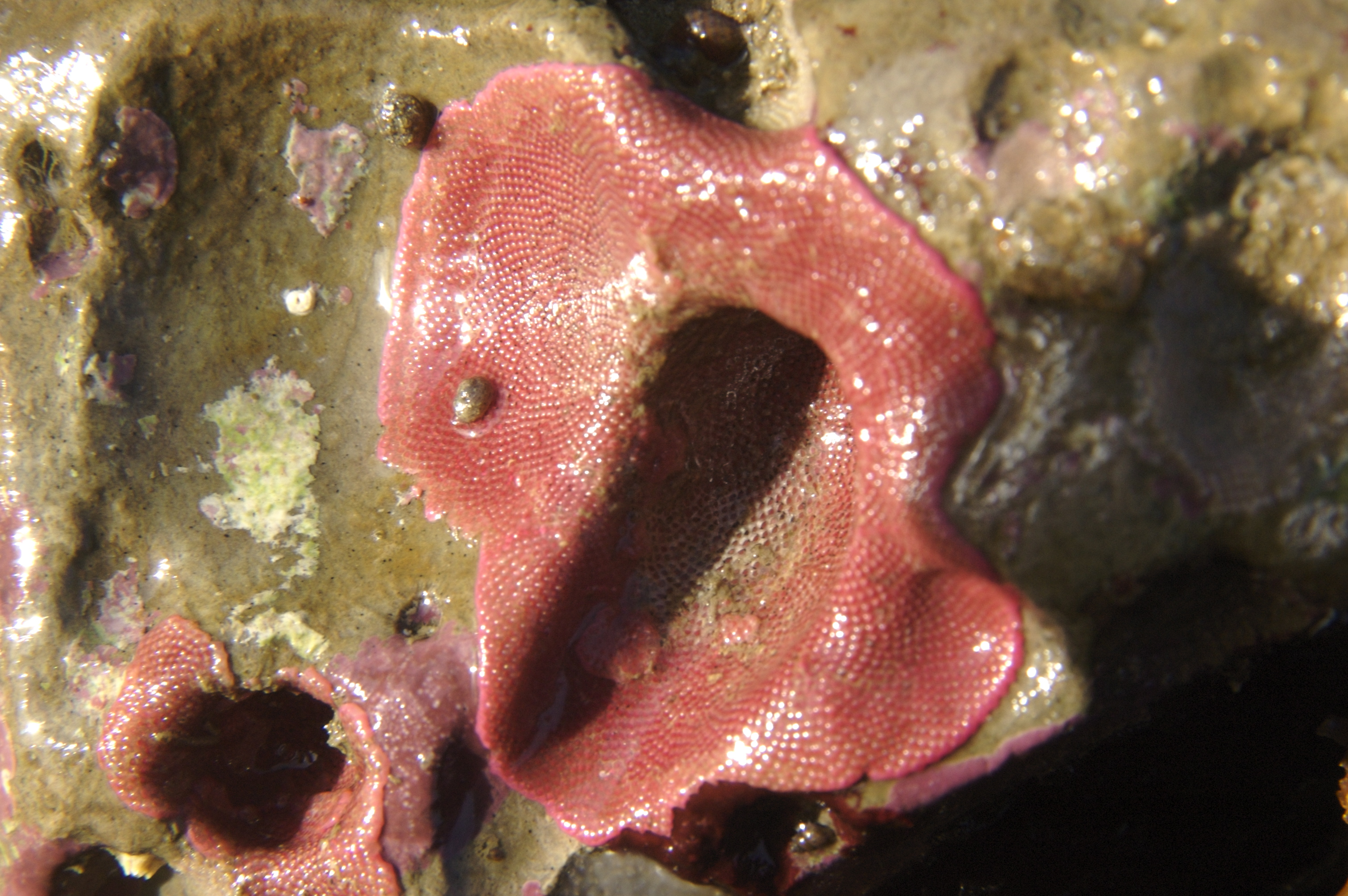
Integripelta bilabiata (Eurystomellidae).
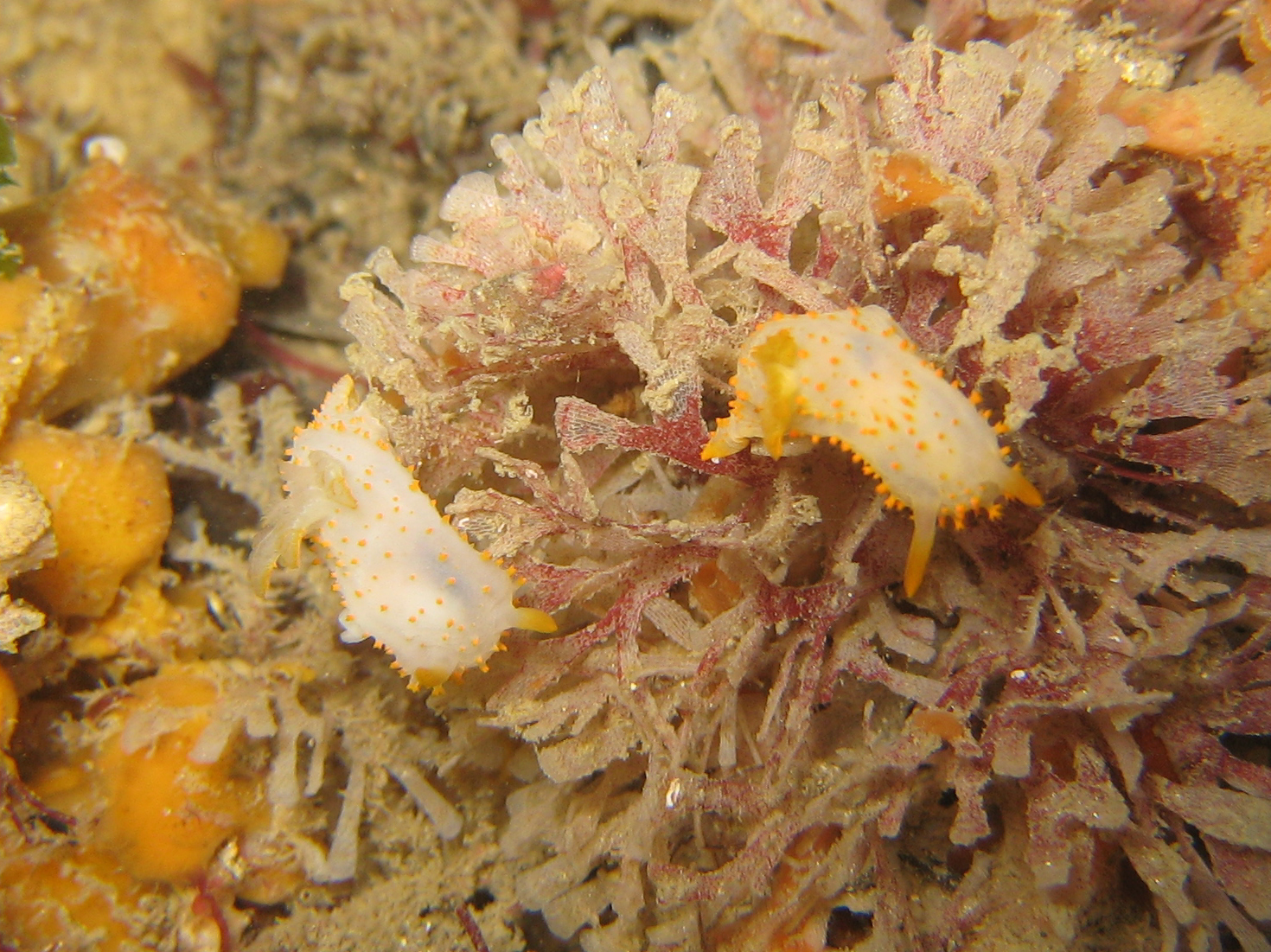
Chartella papyracea (Flustridae).
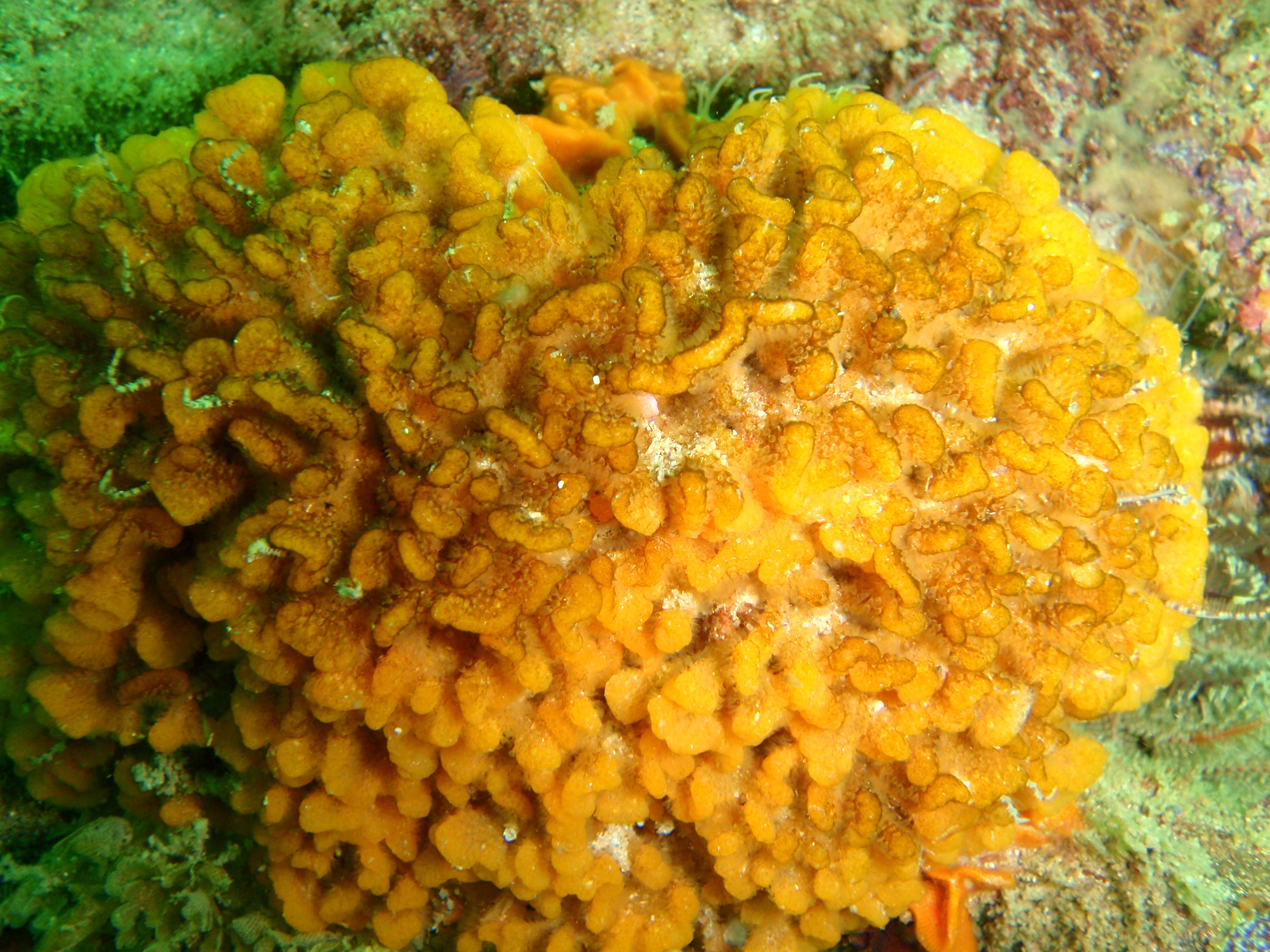
Gigantopora polymorpha (Gigantoporidae).
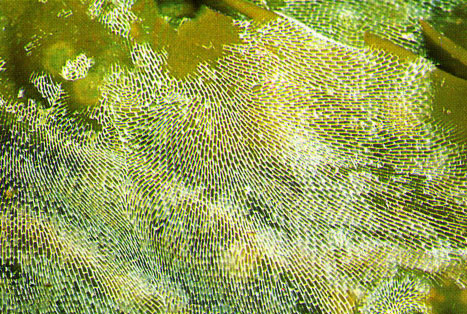
Membranipora membranacea (Membraniporidae).
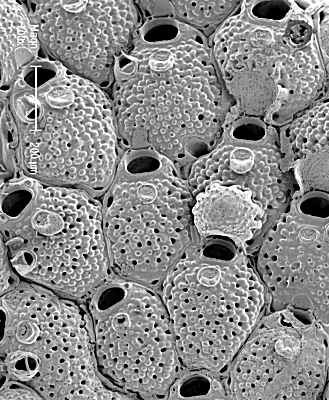
Microporella lunifera (Microporellidae).
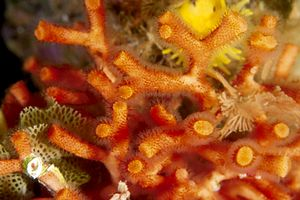
Myriapora truncata (Myriaporidae).
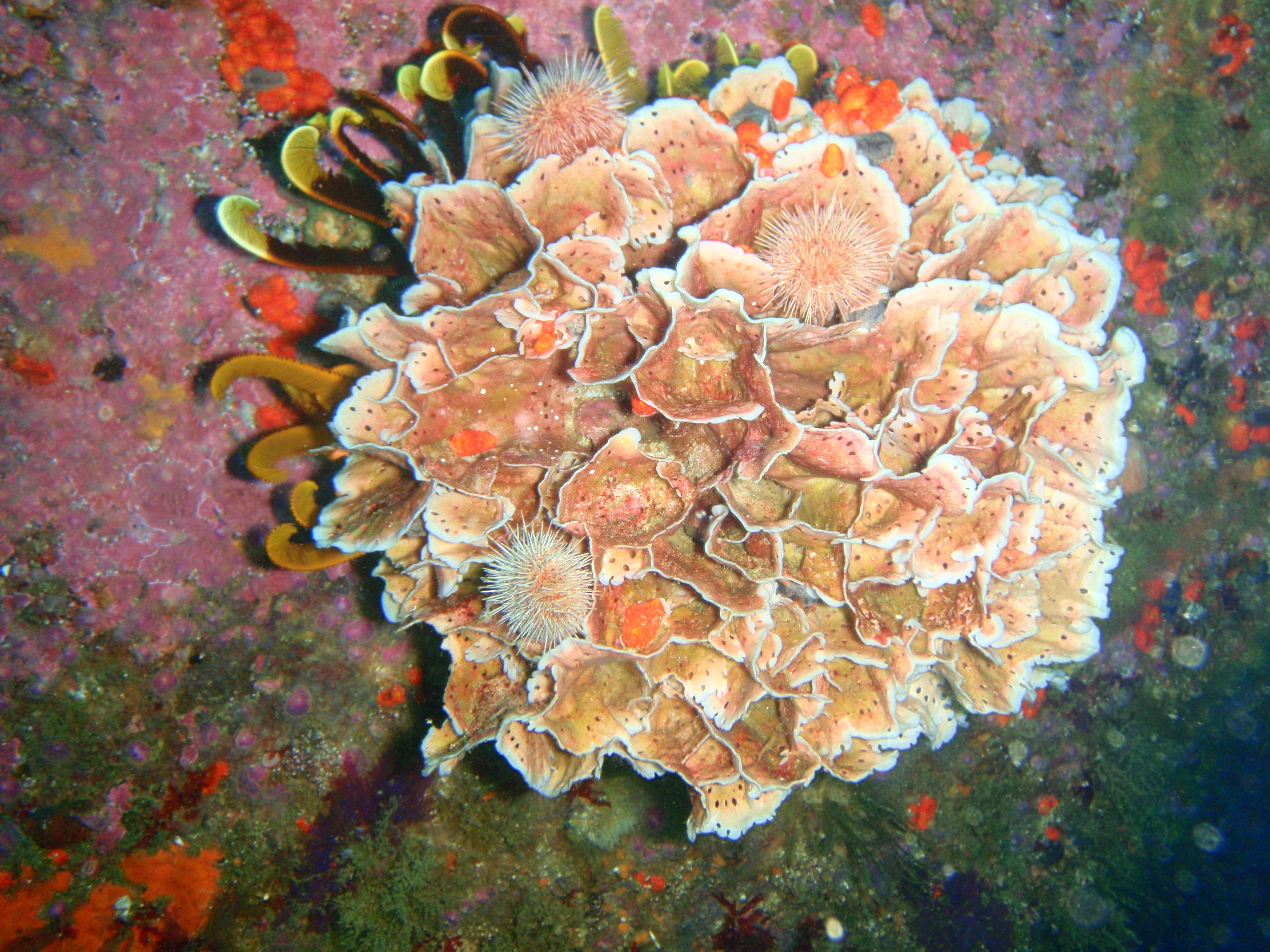
Schizoretepora tessellata (Phidoloporidae).
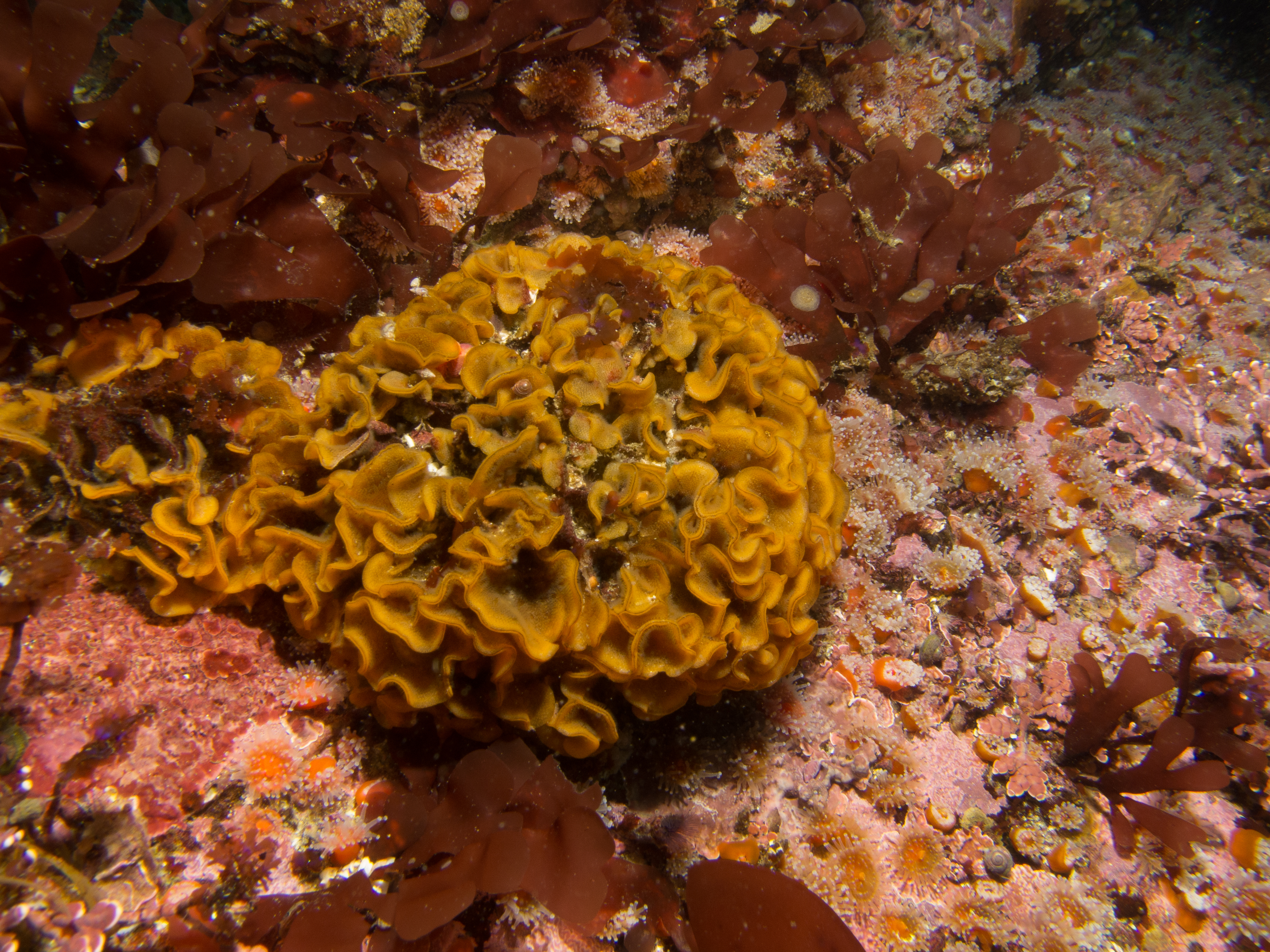
Primavelans insculpta (Pacificincolidae).
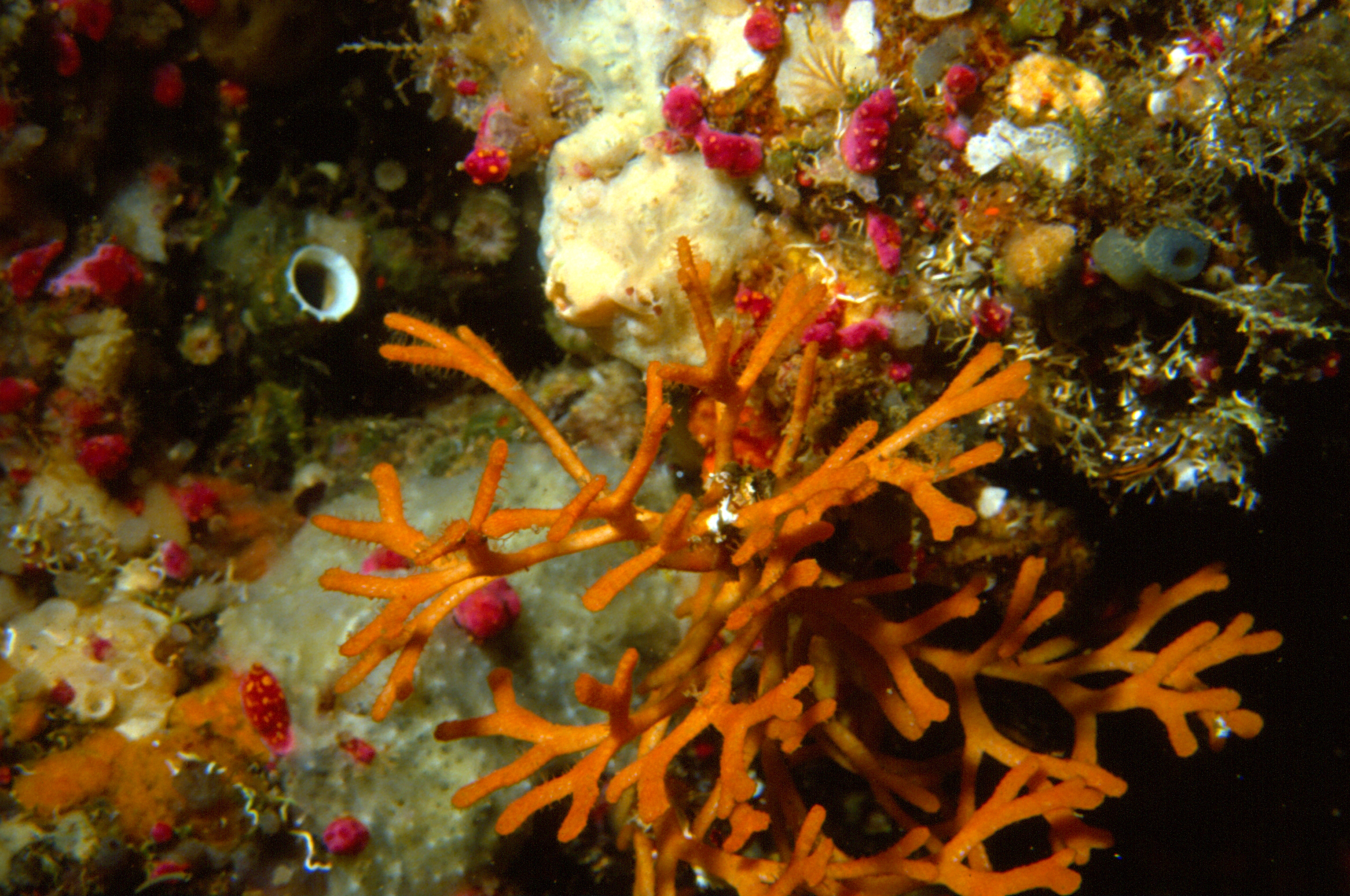
Smittina cervicornis (Smittinidae).